# Nowe Miasto Lubawskie
Nowe Miasto Lubawskie é um município da Polônia, na voivodia da Vármia-Masúria e no condado de Nowomiejski. Estende-se por uma área de 11,37 km², com 10 097 habitantes, segundo os censos de 2017, com uma densidade de 967,2 hab/km².